# Charles Wood, 2. Viscount Halifax

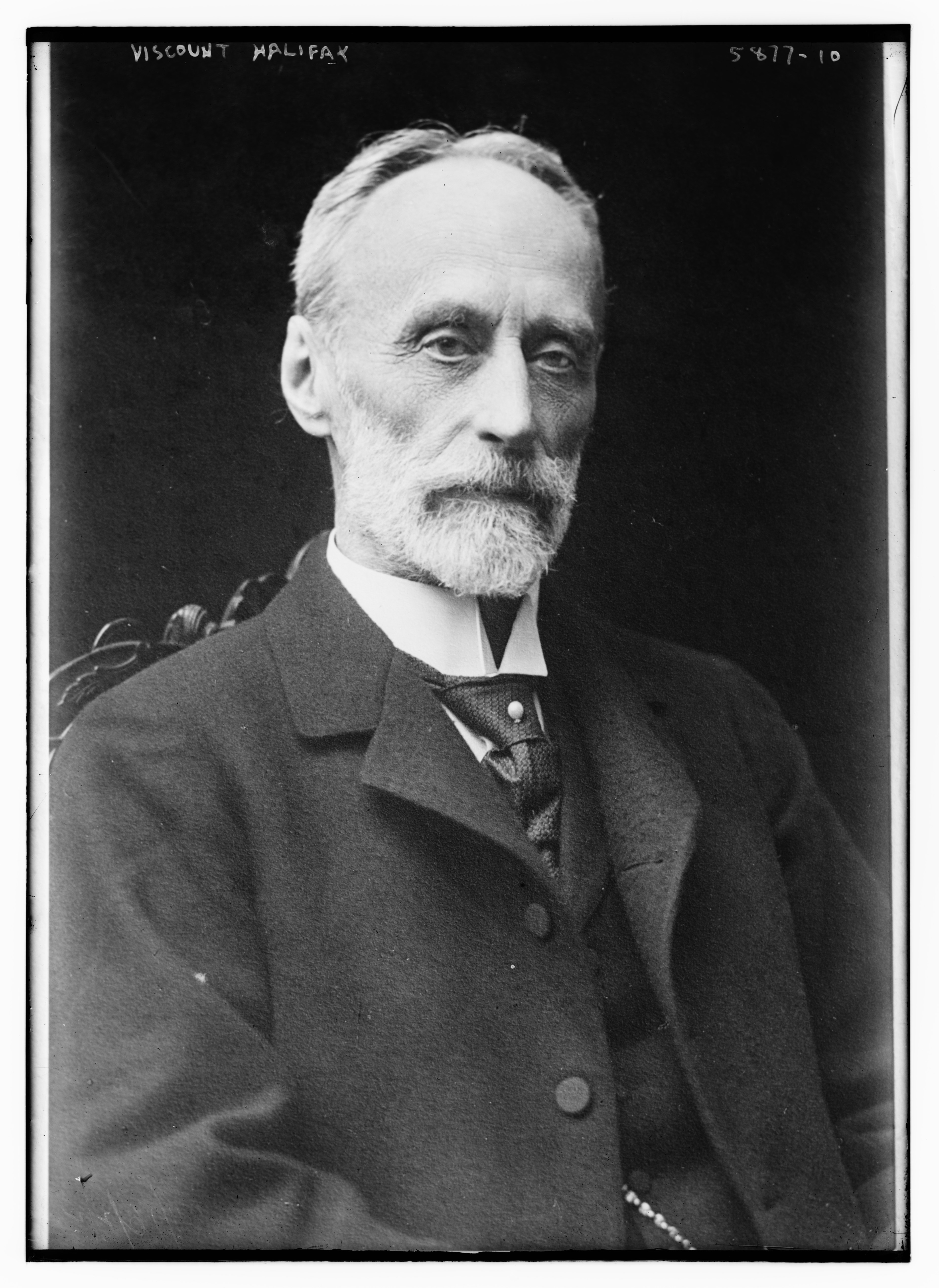
Charles Wood, 2. Viscount Halifax

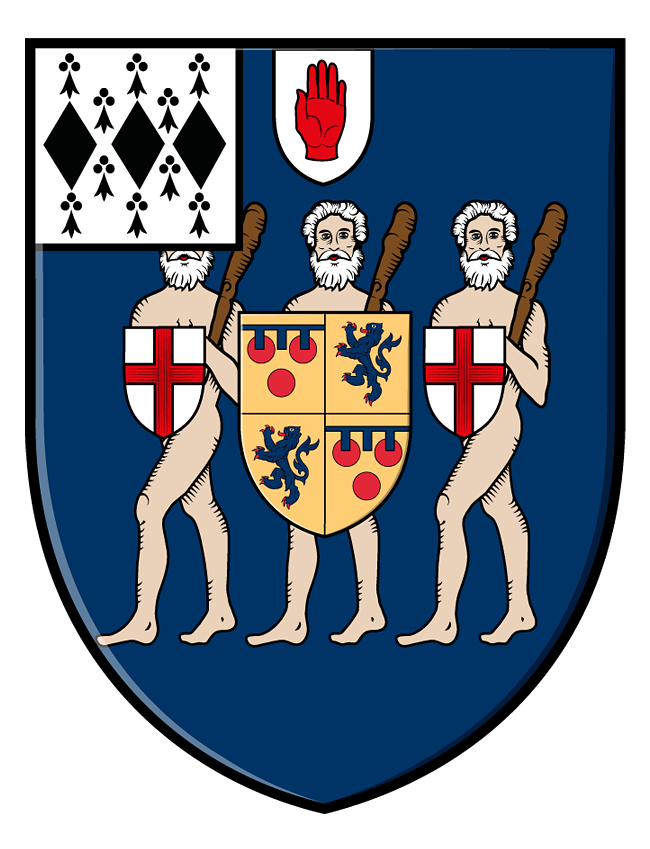
Wappen des Charles Wood, 2. Viscount Halifax

Charles Wood, 1. Viscount Halifax (* 7. Januar 1839 in London; † 19. Januar 1934 Hickleton Hall bei Doncaster, West Riding of Yorkshire) war ein britischer Peer und Politiker.

## Leben
Er war der älteste überlebende Sohn des Charles Wood, 1. Viscount Halifax, aus dessen Ehe mit Lady Mary Grey, Tochter des Charles Grey, 2. Earl Grey.
Er besuchte das Eton College und schloss 1865 sein Studium am Christ Church College der Universität Oxford als Master of Arts ab. Von 1862 bis 1877 hatte er das Hofamt des Groom of the Bedchamber für Albert Edward, Prince of Wales inne.
Er gehörte der ökumenischen Bewegung an und war von 1866 bis 1920 und von 1927 bis 1934 Präsident der English Church Union, die sich für eine Annäherung zwischen Römisch-katholischer Kirche und Church of England bemühte. Er diente als Offizier der 1st West Riding Yorkshire Yeomanry Cavalry und erreichte dort den Rang eines Captain. 1880 wurde er als Fellow in die Society of Antiquaries aufgenommen.
Beim Tod seines Vaters erbte er 1885 dessen Adelstitel als 2. Viscount Halifax und 4. Baronet, of Barnsley, und wurde dadurch Mitglied des House of Lords. Zeitweise hatte er auch das Amt eines Deputy Lieutenant des West Riding of Yorkshire inne.

## Ehe und Nachkommen
1869 heiratete er Lady Agnes Elizabeth Courtenay († 1919), Tochter des William Courtenay, 11. Earl of Devon. Mit ihr hatte er sechs Kinder.
- Hon. Charles Reginald Lindley Wood (1870–1899);
- Hon. Alexandra Mary Elizabeth Wood (1871–1965) ⚭ 1898 Maj.-Gen. Hugh Clement Sutton;
- Hon. Francis Hugh Lindley Wood (1873–1889);
- Hon. Mary Agnes Emily Wood (1877–1962) ⚭ 1903 George Lane-Fox, 1. Baron Bingley;
- Hon. Henry Paul Lindley Wood (1879–1886);
- Edward Frederick Lindley Wood, 1. Earl of Halifax, 3. Viscount Halifax (1881–1959) ⚭ 1909 Lady Dorothy Onslow, Tochter des William Onslow, 4. Earl of Onslow.

Als er 1934 im Alter von 95 Jahren starb, erbte sein jüngster Sohn Edward seine Adelstitel.

## Werke
- Lord Halifax’s Ghost Book. Geoffrey Bles, London 1936.